# Draft NFL 1953
Il Draft NFL 1953 si è tenuto il 22 gennaio 1953.

## Primo giro
|  | = Pro Bowler |  | = Hall of Famer |

| Scelta | Squadra                                    | Giocatore        | Ruolo         | College          |
| ------ | ------------------------------------------ | ---------------- | ------------- | ---------------- |
| 1      | San Francisco 49ers                        | Harry Babcock    | Wide receiver | Georgia          |
| 2      | Baltimore Colts                            | Billy Vessels    | Halfback      | Oklahoma         |
| 3      | Washington Redskins                        | Jack Scarbath    | Back          | Maryland         |
| 4      | Chicago Cardinals                          | Johnny Olszewski | Fullback      | California       |
| 5      | Pittsburgh Steelers                        | Ted Marchibroda  | Quarterback   | Detroit          |
| 6      | Chicago Bears                              | Billy Anderson   | Halfback      | Compton JC       |
| 7      | Green Bay Packers                          | Al Carmichael    | Halfback      | USC              |
| 8      | New York Giants                            | Bobby Marlow     | Halfback      | Alabama          |
| 9      | Los Angeles Rams (Dai Philadelphia Eagles) | Donn Moomaw      | Center        | UCLA             |
| 10     | San Francisco 49ers                        | Tom Stolhandske  | End           | Texas            |
| 11     | Cleveland Browns                           | Doug Atkins      | Tackle        | Tennessee        |
| 12     | Los Angeles Rams                           | Ed Barker        | End           | Washington State |
| 13     | Detroit Lions                              | Harley Sewell    | Guardia       | Texas            |

## Hall of Fame
All'annata 2013, otto giocatori della classe del Draft 1953 è stato inserito nella Pro Football Hall of Fame:
- Joe Schmidt, Linebacker dalla University of Pittsburgh scelto nel settimo giro (85º assoluto).

Induzione: Professional Football Hall of Fame, classe del 1973.
- Roosevelt Brown, Offensive Tackle dalla Morgan State University scelto nel 27º giro (321º assoluto).

Induzione: Professional Football Hall of Fame, classe del 1975.
- Jim Ringo, Centro dalla Syracuse University scelto nel settimo giro (79º assoluto) dau Green Bay Packers.

Induzione: Professional Football Hall of Fame, classe del 1981.
- Doug Atkins, Tackle da Tennessee scelto come 11º assoluto dai Cleveland Browns.

Induzione: Professional Football Hall of Fame, classe del 1982.
- John Henry Johnson, Fullback dalla Arizona State University scelto nel secondo giro (18º assoluto) dai Pittsburgh Steelers.

Induzione: Professional Football Hall of Fame, classe del 1987.
- Bob St. Clair, Offensive Tackle dalla University of San Francisco scelto nel terzo giro (32º assoluto) dai San Francisco 49ers.

Induzione: Professional Football Hall of Fame, classe del 1990.
- Stan Jones, Guardia & Defensive Tackle da Maryland scelto nel quinto giro (54º assoluto) dai Chicago Bears.

Induzione: Professional Football Hall of Fame, classe del 1991.
- Chuck Noll, Guardia dalla University of Dayton scelto nel 20º giro (239º assoluto) dai Cleveland Browns.

Induzione: Professional Football Hall of Fame, classe del 1993 per i meriti come capo-allenatore.